# Diskografie Alana Walkera
Toto je seznam doposud vydané diskografie norského diskžokeje Alana Walkera.

## Alba

### Studiová alba
| Název                                                                                   | Detaily o albu                                          | Umístění v hitparádách | Umístění v hitparádách | Umístění v hitparádách | Umístění v hitparádách | Umístění v hitparádách | Umístění v hitparádách | Umístění v hitparádách | Umístění v hitparádách | Umístění v hitparádách | Umístění v hitparádách | Certifikace                                                                                |
| Název                                                                                   | Detaily o albu                                          | NOR                    | AUT                    | CAN                    | FIN                    | GER                    | JPN                    | NLD                    | POL                    | SWE                    | SWI                    | Certifikace                                                                                |
| --------------------------------------------------------------------------------------- | ------------------------------------------------------- | ---------------------- | ---------------------- | ---------------------- | ---------------------- | ---------------------- | ---------------------- | ---------------------- | ---------------------- | ---------------------- | ---------------------- | ------------------------------------------------------------------------------------------ |
| Different World                                                                         | - Vydáno: 14. prosince 2018 - Vydavatelství: MER, Sony  | 1                      | 59                     | 83                     | 1                      | 39                     | 36                     | 29                     | 31                     | 15                     | 15                     | - IFPI NOR: 3× platinové - BPI: stříbrné - GLF: zlaté - MC: platinové - ZPAV: 3× platinové |
| World of Walker                                                                         | - Vydáno: 26. listopadu 2021 - Vydavatelství: MER, Sony | 4                      | —                      | —                      | 24                     | —                      | 47                     | —                      | —                      | 33                     | 32                     |                                                                                            |
| Walkerverse Pt. I & II                                                                  | - Vydáno: 25. listopadu 2022 - Vydavatelství: MER, Sony | 17                     | —                      | —                      | 44                     | —                      | —                      | —                      | —                      | —                      | —                      |                                                                                            |
| Walkerworld                                                                             | - Vydáno: 10. listopadu 2023 - Vydavatelství: MER       | 18                     | —                      | —                      | 33                     | —                      | —                      | —                      | —                      | —                      | —                      |                                                                                            |
| Walkerworld 2.0                                                                         | - Vydáno: 10. ledna 2025 - Vydavatelství: Kreatell      | 14                     | —                      | —                      | —                      | —                      | —                      | —                      | —                      | —                      | —                      |                                                                                            |
| „—“ značí, že se nahrávka neumístila v hitparádách nebo v tomto území ani nebyla vydána |                                                         |                        |                        |                        |                        |                        |                        |                        |                        |                        |                        |                                                                                            |

## Extended play
| Název                                                                       | Detaily o EP                                                                        | Umístění v hitparádách | Umístění v hitparádách | Umístění v hitparádách |
| Název                                                                       | Detaily o EP                                                                        | NOR                    | FIN                    | SWE                    |
| --------------------------------------------------------------------------- | ----------------------------------------------------------------------------------- | ---------------------- | ---------------------- | ---------------------- |
| Alan Walker Hits                                                            | - Vydáno: 8. prosince 2017 (Japonsko) - Vydavatelství: MER, Sony                    | —                      | —                      | —                      |
| Faded Japan                                                                 | - Vydáno: 25. dubna 2018 (Japonsko) - Vydavatelství: Sony Music Japan International | —                      | —                      | —                      |
| Live Fast (Japan Exclusive)                                                 | - Vydáno: 9. srpna 2019 (Japonsko) - Vydavatelství: MER, Sony                       | —                      | —                      | —                      |
| Walker Racing League                                                        | - Vydáno: 10. září 2021 - Vydavatelství: MER, Sony                                  | —                      | 19                     | 32                     |
| Walkerverse Pt. I                                                           | - Vydáno: 17. června 2022 - Vydavatelství: MER, Sony                                | —                      | —                      | —                      |
| Origins                                                                     | - Vydáno: 1. července 2022 - Vydavatelství: MER, Corite                             | —                      | —                      | —                      |
| Walkerverse Pt. II                                                          | - Vydáno: 18. listopadu 2022 - Vydavatelství: MER, Sony                             | —                      | —                      | —                      |
| Neon Nights                                                                 | - Vydáno: 7. srpna 2024 - Vydavatelství: Monstercat                                 | bude oznámeno          | bude oznámeno          | bude oznámeno          |
| „—“ značí alba, která nebyla umístěna v hitparádách nebo vydána v dané zemi |                                                                                     |                        |                        |                        |

## Singly

### Jako hlavní umělec
| Název                                                                                   | Rok  | Umístění v hitparádách | Umístění v hitparádách | Umístění v hitparádách | Umístění v hitparádách | Umístění v hitparádách | Umístění v hitparádách | Umístění v hitparádách | Umístění v hitparádách | Umístění v hitparádách | Umístění v hitparádách | Certifikace | Album                          |
| Název                                                                                   | Rok  | NOR                    | AUS                    | AUT                    | FRA                    | GER                    | IRE                    | NLD                    | SWE                    | UK                     | US                     | Certifikace | Album                          |
| --------------------------------------------------------------------------------------- | ---- | ---------------------- | ---------------------- | ---------------------- | ---------------------- | ---------------------- | ---------------------- | ---------------------- | ---------------------- | ---------------------- | ---------------------- | --- | ------------------------------ |
| "Fade"                                                                                  | 2014 | —                      | —                      | —                      | —                      | —                      | —                      | —                      | —                      | —                      | —                      | | Origins                        |
| "Spectre"                                                                               | 2015 | —                      | —                      | —                      | —                      | —                      | —                      | —                      | —                      | —                      | —                      | | Origins                        |
| "Force"                                                                                 | 2015 | —                      | —                      | —                      | —                      | —                      | —                      | —                      | —                      | —                      | —                      | | Origins                        |
| "Faded"                                                                                 | 2015 | 1                      | 2                      | 1                      | 1                      | 1                      | 6                      | 2                      | 1                      | 7                      | 80                     | - IFPI NOR: 11× Platinum - ARIA: 7× Platinum - BPI: 3× Platinum - BVMI: 7× Gold - GLF: 13× Platinum - RIAA: 3× Platinum - SNEP: Gold | Different World                |
| "Sing Me to Sleep"                                                                      | 2016 | 1                      | —                      | 4                      | 51                     | 10                     | —                      | —                      | 9                      | 95                     | —                      | - IFPI NOR: 6× Platinum - ARIA: Gold - BVMI: Platinum - GLF: 4× Platinum - RIAA: Gold                                                | Different World                |
| "Routine" (s David Whistle)                                                             | 2016 | —                      | —                      | —                      | —                      | —                      | —                      | —                      | —                      | —                      | —                      | | Different World                |
| "Alone"                                                                                 | 2016 | 1                      | —                      | 1                      | 89                     | 4                      | 74                     | 53                     | 2                      | —                      | —                      | - IFPI NOR: 4× Platinum - ARIA: Gold - BPI: Silver - BVMI: Platinum - GLF: 3× Platinum - SNEP: Gold - RIAA: Gold                     | Different World                |
| "Tired" (s Gavin James)                                                                 | 2017 | 5                      | 68                     | 35                     | —                      | 66                     | 78                     | —                      | 21                     | —                      | —                      | - IFPI NOR: 2× Platinum - ARIA: Gold - BVMI: Gold - GLF: 2× Platinum                                                                 | Faded Japan EP                 |
| "The Spectre"                                                                           | 2017 | 5                      | —                      | 14                     | —                      | 50                     | —                      | —                      | 22                     | —                      | —                      | - BVMI: Gold - GLF: Platinum | Faded Japan EP                 |
| "All Falls Down" (s Noah Cyrus a Digital Farm Animals feat. Juliander)                  | 2017 | 1                      | 95                     | 29                     | 139                    | 75                     | 65                     | 20                     | 4                      | 87                     | —                      | - ARIA: Gold - BPI: Silver - BVMI: Gold - GLF: 3× Platinum - RIAA: Gold - SNEP: Gold                                                 | Different World                |
| "Darkside" (s Au/Ra a Tomine Harket)                                                    | 2018 | 1                      | —                      | 63                     | —                      | 97                     | 67                     | 32                     | 10                     | —                      | —                      | - BPI: Silver - GLF: 2× Platinum - RIAA: Gold                                                                                        | Different World                |
| "Diamond Heart" (se Sophia Somajo)                                                      | 2018 | 1                      | —                      | 56                     | —                      | 89                     | —                      | 29                     | 11                     | —                      | —                      | - GLF: 2× Platinum | Different World                |
| "Different World" (se Sofia Carson a K-391 feat. Corsak)                                | 2018 | 31                     | —                      | —                      | —                      | —                      | —                      | —                      | —                      | —                      | —                      | - IFPI NOR: Gold - GLF: Gold | Different World                |
| "Are You Lonely" (se Steve Aoki feat. Isák)                                             | 2019 | 19                     | —                      | —                      | —                      | —                      | —                      | —                      | —                      | —                      | —                      | | Neon Future IV                 |
| "On My Way" (se Sabrina Carpenter a Farruko)                                            | 2019 | 3                      | —                      | —                      | —                      | 85                     | —                      | —                      | 30                     | —                      | —                      | - GLF: Platinum | World of Walker                |
| "Live Fast" (s ASAP Rocky)                                                              | 2019 | 24                     | —                      | —                      | —                      | —                      | —                      | —                      | —                      | —                      | —                      | | Singly bez alb                 |
| "Play" (s K-391, Tungevaag a Mangoo)                                                    | 2019 | 2                      | —                      | 44                     | —                      | —                      | —                      | —                      | 25                     | —                      | —                      | - IFPI NOR: 2× Platinum | Singly bez alb                 |
| "Ghost" (s Au/Ra)                                                                       | 2019 | —                      | —                      | —                      | —                      | —                      | —                      | —                      | —                      | —                      | —                      | | Death Stranding: Timefall      |
| "Avem (The Aviation Theme)"                                                             | 2019 | —                      | —                      | —                      | —                      | —                      | —                      | —                      | —                      | —                      | —                      | | Singl bez alb                  |
| "Alone, Pt. II" (s Ava Max)                                                             | 2019 | 4                      | —                      | 45                     | 68                     | 47                     | —                      | 15                     | 25                     | —                      | —                      | - IFPI NOR: 4× Platinum - BVMI: Gold - GLF: Platinum - SNEP: Gold                                                                    | World of Walker                |
| "End of Time" (s K-391 a Ahrix)                                                         | 2020 | 4                      | —                      | —                      | —                      | —                      | —                      | —                      | 60                     | —                      | —                      | - IFPI NOR: Platinum | Singl bez alb                  |
| "Heading Home" (s Ruben)                                                                | 2020 | 15                     | —                      | —                      | —                      | —                      | —                      | —                      | 53                     | —                      | —                      | | World of Walker                |
| "Time (Alan Walker Remix)" (s Hans Zimmer)                                              | 2020 | —                      | —                      | —                      | —                      | —                      | —                      | —                      | —                      | —                      | —                      | - BVMI: Gold | World of Walker                |
| "Space Melody (Edward Artemyev)" s Vize feat. Leony)                                    | 2020 | —                      | —                      | —                      | —                      | —                      | —                      | —                      | —                      | —                      | —                      | | Walker Racing League           |
| "Sorry" (feat. Isák)                                                                    | 2021 | 8                      | —                      | —                      | —                      | —                      | —                      | —                      | 83                     | —                      | —                      | | World of Walker                |
| "Fake a Smile" (se Salem Ilese)                                                         | 2021 | 11                     | —                      | —                      | —                      | —                      | —                      | —                      | 23                     | —                      | —                      | | World of Walker                |
| "Believers" (s Conor Maynard)                                                           | 2021 | 24                     | —                      | —                      | —                      | —                      | —                      | —                      | 64                     | —                      | —                      | | Singl bez alb                  |
| "Sweet Dreams" (s Imanbek)                                                              | 2021 | 14                     | —                      | —                      | —                      | —                      | —                      | —                      | 43                     | —                      | —                      | | Walker Racing League           |
| "Don't You Hold Me Down" (s Georgia Ku)                                                 | 2021 | 19                     | —                      | —                      | —                      | —                      | —                      | —                      | 81                     | —                      | —                      | | Walker Racing League           |
| "Running Out of Roses" (s Jamie Miller)                                                 | 2021 | 15                     | —                      | —                      | —                      | —                      | —                      | —                      | 78                     | —                      | —                      | | Walker Racing League           |
| "Paradise" (s K-391 a Boy in Space)                                                     | 2021 | 31                     | —                      | —                      | —                      | —                      | —                      | —                      | —                      | —                      | —                      | | World of Walker                |
| "World We Used to Know" (s Winona Oak)                                                  | 2021 | 15                     | —                      | —                      | —                      | —                      | —                      | —                      | 46                     | —                      | —                      | | World of Walker                |
| "Man on the Moon" (s Benjamin Ingrosso)                                                 | 2021 | 23                     | —                      | —                      | —                      | —                      | —                      | —                      | 12                     | —                      | —                      | | World of Walker                |
| "Not You" (s Emma Steinbakken)                                                          | 2021 | —                      | —                      | —                      | —                      | —                      | —                      | —                      | —                      | —                      | —                      | | World of Walker                |
| "Hello World" (s Torine)                                                                | 2022 | 11                     | —                      | —                      | —                      | —                      | —                      | —                      | 84                     | —                      | —                      | | Walkerverse, Pt. I             |
| "Headlights" (s Alok feat. Kiddo)                                                       | 2022 | 15                     | —                      | —                      | —                      | —                      | —                      | —                      | 59                     | —                      | —                      | | Singl bez alb                  |
| "PS5" (se Salem Ilese a Tomorrow X Together)                                            | 2022 | —                      | —                      | —                      | —                      | —                      | —                      | —                      | —                      | —                      | —                      | | Unsponsored Content            |
| "The Drum"                                                                              | 2022 | 16                     | —                      | —                      | —                      | —                      | —                      | —                      | —                      | —                      | —                      | | Walkerverse, Pt. I             |
| "Unity"                                                                                 | 2022 | —                      | —                      | —                      | —                      | —                      | —                      | —                      | —                      | —                      | —                      | | Singl bez alb                  |
| "Extremes" (s Trevor Daniel)                                                            | 2022 | —                      | —                      | —                      | —                      | —                      | —                      | —                      | 86                     | —                      | —                      | | Walkerverse, Pt. II            |
| "Lovesick" (se Sophie Simmons)                                                          | 2022 | —                      | —                      | —                      | —                      | —                      | —                      | —                      | —                      | —                      | —                      | | Walkerverse, Pt. II            |
| "Shut Up" (s Upsahl)                                                                    | 2022 | —                      | —                      | —                      | —                      | —                      | —                      | —                      | 100                    | —                      | —                      | | Walkerverse, Pt. II            |
| "Ritual"                                                                                | 2022 | —                      | —                      | —                      | —                      | —                      | —                      | —                      | —                      | —                      | —                      | | Walkerverse, Pt. I & II        |
| "Dreamer"                                                                               | 2023 | —                      | —                      | —                      | —                      | —                      | —                      | —                      | —                      | —                      | —                      | | Singl bez alb                  |
| "Hero" (se Sasha Alex Sloan)                                                            | 2023 | 27                     | —                      | —                      | —                      | —                      | —                      | —                      | —                      | —                      | —                      | | Walkerworld                    |
| "Land of the Heroes" (se Sophie Stray)                                                  | 2023 | —                      | —                      | —                      | —                      | —                      | —                      | —                      | —                      | —                      | —                      | | Walkerworld                    |
| "Endless Summer" (se Zak Abel)                                                          | 2023 | —                      | —                      | —                      | —                      | —                      | —                      | —                      | —                      | —                      | —                      | | Walkerworld                    |
| "Better Off (Alone, Pt. III)" (s Dash Berlin a Vikkstar)                                | 2023 | 30                     | —                      | —                      | —                      | —                      | —                      | —                      | —                      | —                      | —                      | | Walkerworld                    |
| "Heart Over Mind" (s Daya)                                                              | 2023 | —                      | —                      | —                      | —                      | —                      | —                      | —                      | —                      | —                      | —                      | | Walkerworld                    |
| "Fire!" (s Yuqi ((G)I-dle) a Jvke)                                                      | 2023 | —                      | —                      | —                      | —                      | —                      | —                      | —                      | —                      | —                      | —                      | | Walkerworld 2.0                |
| "Who I Am" (s Putri Ariani a Peder Elias)                                               | 2024 | 18                     | —                      | —                      | —                      | —                      | —                      | —                      | —                      | —                      | —                      | | Walkerworld 2.0                |
| "Team Side" (se Sofiloud feat. RCB)                                                     | 2024 | —                      | —                      | —                      | —                      | —                      | —                      | —                      | —                      | —                      | —                      | | Singl bez alb                  |
| "Unsure" (s Kylie Cantrall)                                                             | 2024 | —                      | —                      | —                      | —                      | —                      | —                      | —                      | —                      | —                      | —                      | | Walkerworld 2.0                |
| "Barcelona" (s Ina Wroldsen)                                                            | 2024 | 19                     | —                      | —                      | —                      | —                      | —                      | —                      | —                      | —                      | —                      | | Walkerworld 2.0                |
| "Wake Up"                                                                               | 2024 | —                      | —                      | —                      | —                      | —                      | —                      | —                      | —                      | —                      | —                      | | Neon Nights                    |
| "Thick of It All" (s Joe Jonas a Julia Michaels)                                        | 2024 | —                      | —                      | —                      | —                      | —                      | —                      | —                      | —                      | —                      | —                      | | Walkerworld 2.0                |
| "Children of the Sun" (s Pritam a Vishal Mishra)                                        | 2024 | —                      | —                      | —                      | —                      | —                      | —                      | —                      | —                      | —                      | —                      | | Walkerworld 2.0                |
| "When I Grow Up (Young, Wild, & Free)" (s Flo Rida)                                     | 2024 | —                      | —                      | —                      | —                      | —                      | —                      | —                      | —                      | —                      | —                      | | Singl bez alb                  |
| "Avalon" (s Anne Gudrun)                                                                | 2024 | —                      | —                      | —                      | —                      | —                      | —                      | —                      | —                      | —                      | —                      | | Walkerworld 2.0                |
| "Dancing In Love" (s MEEK)                                                              | 2024 | —                      | —                      | —                      | —                      | —                      | —                      | —                      | —                      | —                      | —                      | | Walkerworld 2.0                |
| "Forever Young"                                                                         | 2025 | —                      | —                      | —                      | —                      | —                      | —                      | —                      | —                      | —                      | —                      | | Walkerworld 2.0                |
| "Dust" (s Robin Packalen)                                                               | 2025 | —                      | —                      | —                      | —                      | —                      | —                      | —                      | —                      | —                      | —                      | | Singl bez alb                  |
| "Guaro con Ron" (se Sofía Reyes)                                                        | 2025 | —                      | —                      | —                      | —                      | —                      | —                      | —                      | —                      | —                      | —                      | | bude oznámeno                  |
| "Mind of a Warrior" (se Sorana)                                                         | 2025 | —                      | —                      | —                      | —                      | —                      | —                      | —                      | —                      | —                      | —                      | | Fatal Fury: City of the Wolves |
| "Story of a Bird" (s King)                                                              | 2025 | —                      | —                      | —                      | —                      | —                      | —                      | —                      | —                      | —                      | —                      | | bude oznámeno                  |
| "Me Myself, and The Night"                                                              | 2025 | —                      | —                      | —                      | —                      | —                      | —                      | —                      | —                      | —                      | —                      | | bude oznámeno                  |
| "—" značí, že se nahrávka neumístila v hitparádách nebo v tomto území ani nebyla vydána |      |                        |                        |                        |                        |                        |                        |                        |                        |                        |                        | |                                |

### Jako vedlejší umělec
| "Back to Beautiful" (Sofia Carson feat. Alan Walker)                                    | 2017 | — | — | — | —  | — |                         | Singly bez alb |
| "Ignite" (K-391 feat. Alan Walker, Julie Bergan a Seungri)                              | 2018 | 1 | 5 | 5 | 13 | — | - IFPI NOR: 4× Platinum | Singly bez alb |
| "—" značí, že se nahrávka neumístila v hitparádách nebo v tomto území ani nebyla vydána |      |   |   |   |    |   |                         |                |

## Další písně
| Název                                                                                   | Rok  | Umístění v hitparádách | Umístění v hitparádách | Umístění v hitparádách | Umístění v hitparádách | Album                                          |
| Název                                                                                   | Rok  | NOR                    | SWE Heat.              | SWI                    | US Elec.               | Album                                          |
| --------------------------------------------------------------------------------------- | ---- | ---------------------- | ---------------------- | ---------------------- | ---------------------- | ---------------------------------------------- |
| "Celebrate" (jako DJ Walkzz)                                                            | 2012 | —                      | —                      | —                      | —                      | Singl bez alb                                  |
| "Sky" (s Alex Skrindo)                                                                  | 2017 | —                      | —                      | —                      | —                      | Insomniac Records Presents: EDC Las Vegas 2017 |
| "Lost Control" (se Sorana)                                                              | 2018 | 3                      | 1                      | 21                     | 28                     | Different World                                |
| "Lily" (s K-391 a Emelie Hollow)                                                        | 2018 | —                      | —                      | —                      | 12                     | Different World                                |
| "Lonely" (se Steve Aoki feat. Isák a Omar Noir)                                         | 2018 | 31                     | —                      | —                      | —                      | Different World                                |
| "Sad Sometimes" (s Corsak feat. Huang Xiaoyun)                                          | 2019 | —                      | —                      | —                      | —                      | Singl bez alb                                  |
| "Somebody Like U" (s Au/Ra)                                                             | 2022 | —                      | 6                      | —                      | —                      | Walkerverse, Pt. I & II                        |
| "—" značí, že se nahrávka neumístila v hitparádách nebo v tomto území ani nebyla vydána |      |                        |                        |                        |                        |                                                |

## Remixy
| Rok  | Název                                               | Umělec                                             |
| ---- | --------------------------------------------------- | -------------------------------------------------- |
| 2014 | Air [Alan Walker Remix]                             | LarsM feat. Mona Moua                              |
| 2014 | A World of Peace [Alan Walker Remix]                | Jacoo                                              |
| 2015 | Rays of Light [Alan Walker Remix]                   | Broiler                                            |
| 2015 | Shelter [Alan Walker Remix]                         | Dash Berlin                                        |
| 2016 | Hymn for the Weekend [Alan Walker Remix]            | Coldplay                                           |
| 2016 | Millionaire [Alan Walker Remix]                     | Cash Cash & Digital Farm Animals feat. Nelly       |
| 2016 | Move Your Body [Alan Walker Remix]                  | Sia                                                |
| 2017 | After The Afterparty [Alan Walker Remix]            | Charli XCX feat. Lil Yachty                        |
| 2017 | Back to Beautiful [Alan Walker Remix]               | Sofia Carson                                       |
| 2017 | That's What I Like [Alan Walker Remix]              | Bruno Mars                                         |
| 2017 | Issues [Alan Walker Remix]                          | Julia Michaels                                     |
| 2017 | Malibu [Alan Walker Remix]                          | Miley Cyrus                                        |
| 2017 | Tired [Alan Walker Remix]                           | Alan Walker feat. Galvin James                     |
| 2017 | Legends Never Die [Alan Walker Remix]               | League of Legends feat. Against the Current a Mako |
| 2017 | Lonely Together [Alan Walker Remix]                 | Avicii feat. Rita Ora                              |
| 2017 | Strongest [Alan Walker Remix]                       | Ina Wroldsen                                       |
| 2017 | Again [Alan Walker Remix]                           | Noah Cyrus feat. XXXTentacion                      |
| 2018 | Stranger Things [Alan Walker Remix]                 | Kygo feat. OneRepublic                             |
| 2018 | All Night [Alan Walker Relift]                      | Steve Aoki a Lauren Jauregui                       |
| 2018 | This Is Me [Alan Walker Relift]                     | Keala Settle a The Greatest Showman Ensemble       |
| 2018 | Sheep [Alan Walker Relift]                          | Lay                                                |
| 2019 | Calma [Alan Walker Remix]                           | Pedro Capó a Farruko                               |
| 2019 | Me vs. Us [Alan Walker Remix]                       | Tayla Parx                                         |
| 2019 | Choir [Remix]                                       | Guy Sebastian                                      |
| 2019 | Play [Niya & Alan Walker Remix]                     | K-391, Alan Walker a Tungevaag feat. Mangoo        |
| 2020 | Always [Alan Walker Remix]                          | Gavin James                                        |
| 2020 | In Your Arms [Alan Walker Remix]                    | Illenium a X Ambassadors                           |
| 2020 | Time [Alan Walker Remix]                            | Hans Zimmer                                        |
| 2020 | Selfish [Alan Walker Remix]                         | Madison Beer                                       |
| 2020 | Time [Alan Walker Festival Remix]                   | Hans Zimmer                                        |
| 2021 | No Te Enamores [Alan Walker Remix]                  | Milly, Farruko, Jay Wheeler & Nio Garcia           |
| 2022 | Wherever You Go [Alan Walker Remix]                 | Alok feat. John Martin                             |
| 2022 | All Around The World (La La La) [Alan Walker Remix] | R3hab X A Touch of Class                           |
| 2023 | Sickly Sweet [Alan Walker Remix]                    | kenzie                                             |
| 2023 | Cha Cha Cha [Alan Walker Remix]                     | Käärijä                                            |
| 2023 | Do It Like That [Alan Walker Remix]                 | Jonas Brothers & Tomorrow X Together               |
| 2023 | I Feel It Coming [Alan Walker Remix]                | The Weeknd & Daft Punk                             |
| 2024 | Hide Away [Alan Walker Remix]                       | Daya                                               |

## Videoklipy

### Vedoucí umělec
| Název                                                                          | Rok  | Režisér                                              |
| ------------------------------------------------------------------------------ | ---- | ---------------------------------------------------- |
| "Faded"                                                                        | 2015 | Rikkard Häggbom a Tobias Häggbom                     |
| "Faded" (Restrung)                                                             | 2016 | Rikkard Häggbom a Tobias Häggbom                     |
| "Sing Me to Sleep"                                                             | 2016 | Rikkard Häggbom a Tobias Häggbom                     |
| "Alone"                                                                        | 2016 | Rikkard Häggbom a Tobias Häggbom                     |
| "Ignite" (Instrumental)                                                        | 2017 | Alexander Gustavson                                  |
| "Tired"                                                                        | 2017 | Alexander Halvorsen                                  |
| "The Spectre"                                                                  | 2017 | Alexander Zarate Frez a Audun Notevarp               |
| "All Falls Down"                                                               | 2017 | Kristian Berg                                        |
| "Ignite"                                                                       | 2018 | Alexander Zarate Frez                                |
| "Darkside"                                                                     | 2018 | Kristian Berg                                        |
| "Diamond Heart"                                                                | 2018 | Kristian Berg                                        |
| "On My Way"                                                                    | 2019 | Kristian Berg                                        |
| "Are You Lonely"                                                               | 2019 | Jarand Herdal Kristian Berg Erik Ferguson            |
| "On My Way" (Alternate M/V)                                                    | 2019 | Alexander Zarate Frez Frederic Esnault Jarand Herdal |
| "Play" (Alan Walker's Video) "Play" (K-391's Video) "Play" (Tungevaag's Video) | 2019 | Jarand Herdal                                        |
| "Alone, Pt. II"                                                                | 2019 | Kristian Berg                                        |
| "Alone, Pt. II" (Live at Château de Fontainebleau)                             | 2020 | Kristian Berg                                        |
| "Heading Home"                                                                 | 2020 | Kristian Berg                                        |
| "Heading Home" (Live at Château de Fontainebleau)                              | 2020 | Kristian Berg                                        |
| "Time" (Official Remix)                                                        | 2020 | Kristian Berg                                        |
| "Space Melody"                                                                 | 2020 | Kristian Berg Andreas Trøften                        |
| "Sorry"                                                                        | 2021 | Kristian Berg                                        |
| "Fake a Smile"                                                                 | 2021 | Kristian Berg                                        |
| "Fake a Smile" (Official Lyric Video)                                          | 2021 | Kristian Berg                                        |
| "Sweet Dreams"                                                                 | 2021 | Mads Neset                                           |
| "Sweet Dreams" (Official Lyric Video)                                          | 2021 | Mads Neset                                           |
| "Don't You Hold Me Down"                                                       | 2021 | Kristian Berg                                        |
| "Running Out of Roses" (Official Lyric Video)                                  | 2021 | Aria Jadidi Armand Nasiri                            |
| "Paradise"                                                                     | 2021 | Kristian Berg                                        |
| "Paradise" (Live Performance)                                                  | 2021 | Kristian Berg                                        |
| "World We Used to Know" (Lyric Video)                                          | 2021 | Kristian Berg                                        |
| "Man on the Moon"                                                              | 2021 | Mads Neset                                           |
| "Not You" (Live Performance)                                                   | 2021 | Kristian Berg                                        |

### Spolu umělec
| Název      | Rok  | Režisér    |
| ---------- | ---- | ---------- |
| "Momentum" | 2017 | Don Diablo |